# Gualdo (Marken)
Gualdo ist eine italienische Gemeinde (comune) mit 718 Einwohnern (Stand 31. Dezember 2023) in der Provinz Macerata in den Marken. Die Gemeinde liegt etwa 26,5 Kilometer südwestlich von Macerata, gehört zur Comunità montana dei Monti Azzurri und grenzt unmittelbar an die Provinz Fermo.